# Suicídio de Ronnie McNutt
Em 31 de agosto de 2020, Ronald 
Merle McNutt, um homem americano de 33 anos, fatalmente deu um tiro a si mesmo por baixo do queixo causando uma dilaceração no seu rosto. Este ato foi gravado pelo próprio Ronnie durante uma livestream do Facebook, que ficou viral nas plataformas das redes sociais. Este caso tornou-se notório tanto pela atitude insensível exprimida perante a morte de McNutt por alguns utilizadores da internet, como também pela resposta demorada do Facebook ao vídeo, que tinha sido partilhado em numerosas outras plataformas e continha uma alta contagem de visualizações antes de ser finalmente apagado. A plataforma de vídeo TikTok também demorou a responder ao vídeo, que tinha aparentemente aparecido no feed de muitos utilizadores e re-uploads constantes, levando a que muitos utilizadores escolhessem boicotar a plataforma. O caso trouxe consciência tanto à prevenção do suicídio como ao dever de cuidado que as plataformas de média social devem ter para proteger os utilizadores e a reputação das vítimas online no que toca a conteúdo gráfico.

Antes de Ronnie Mcnutt atirar contra si mesmo, disse: "Ei caras, acho que é isto" , após o suicídio, o celular tocou "Over the Horizon", o toque de chamada padrão de vários dispositivos da Samsung Electronics, principalmente depois dos lançamentos de 2016.

## Biografia
Ronnie Merle Mcnutt (23 de maio, 1987 – 31 de agosto, 2020) era um residente de Mississippi nos Estados Unidos da América, e tinha servido no exército no Iraque. McNutt trabalhava numa planta da Toyota em New Albany, e tinha vivido o que parecia ser uma vida estável; contudo, ele era conhecido por ter sofrido de vários problemas de saúde mental, como depressão e também stress pós-traumático, sendo o último uma consequência direta do tempo servido na Guerra do Iraque. Além disto, ele também estava a lidar com o fim de um relacionamento recente com a sua namorada; algumas reportagens da média diziam que ele também tinha perdido o seu trabalho durante a pandemia de COVID-19, apesar de o Rolling Stone disputar isto. McNutt era um cristão que ia regularmente à igreja.

## Suicídio
Em 31 de agosto de 2020, McNutt começou uma livestream no site da rede social Facebook. O seu melhor amigo, Joshua Steen, encontrou essa livestream. Inicialmente ele não a achou estranha, pois McNutt tinha rotineiramente feito livestreams no passado, mas ele ficou alarmado quando percebeu que McNutt estava embriagado e a segurar uma espingarda. Steen alegadamente tentou intervir numerosas vezes, particularmente quando McNutt falhou com a espingarda, à espera que o Facebook cortasse a livestream e acabasse a transmissão, prevenindo as pessoas de ver a casa de McNutt enquanto Steen procurava intervenção policial. O Facebook recusou-se a cortar a livestream, dizendo que a livestream não era nenhuma violação das regras da sua plataforma. Enquanto a livestream continuava, o telemóvel de McNutt tocava frequentemente. A última chamada que ele recebeu foi da sua ex-namorada à qual ele respondeu, levando a uma discussão breve entre os dois. Imediatamente depois McNutt desligaria-lhe a chamada, ele disse "Bem pessoal, parece que é isso." antes de se alvejar fatalmente por baixo do queixo, levando à entrada do cão do seu amigo no quarto. A livestream foi capturada por múltiplas partes presentes. O Departamento da Polícia de New Albany foi chamado ao local durante a livestream, mas não entrou no apartamento de McNutt até depois de ele morrer. O Chefe da Polícia Chris Robertson tinha segurado o perímetro, evacuando residentes próximos e tentou comunicar com McNutt pela alto-falante, sem sucesso.
Uma mensagem final pelo Ronnie McNutt foi mais tarde descoberta no Facebook, declarando, "Alguém na tua vida precisa ouvir que ela importa. Que ela é amada. Que ela tem um futuro. Seja a pessoa que diz isso para ela."
Dois dias depois do seu suicídio, McNutt foi enterrado no Cemitério da Igreja de Cristo de Snowdown no Condado de Prentiss, Mississippi.

## Partilha viral
O vídeo do suicídio de McNutt foi carregado por utilizadores em várias plataformas tais como o Facebook, YouTube, TikTok, e Instagram, tão frequentemente como clips de curtos vídeos aparecendo nos feeds de utilizadores inocentes. McNutt não tinha expressado nenhuma intenção para a partilha viral ocorrer. Variações do vídeo apareceram na página "Para Você" do TikTok, levando os utilizadores a passar vídeos sem nenhum aviso quando o vídeo do suicídio dava automaticamente, com a intenção aparente de assustar ou perturbar os espectadores como uma forma de trolling. A hashtag #ronniemcnutt tinha 15.6 milhões de visualizações no Tiktok nos primeiros dias a seguir ao suicídio. Mesmo tendo as plataformas trabalhado para remover os vídeos, novos carregamentos do mesmo apareciam em outras contas, enquanto os links para o vídeo começaram a aparecer nas comunidades de crime do Reddit. Enquanto o TikTok reparava no vídeo com o seu algoritmo, os utilizadores que carregavam os vídeos fugiam à deteção colocando o vídeo depois de fotos não relacionadas, de conteúdo inócuo.

## Resposta do público
O incidente foi comparado aos suicídios filmados da apresentadora Christine Chubbuck e do político Budd Dwyer. Os utilizadores usaram o caso como uma oportunidade para discutir saúde mental e prevenção de suicídio, também preocupação com a prevalência online do vídeo. Alguns utilizadores do Tiktok anunciaram boicotes à plataforma até o vídeo do suicídio estar completamente removido, enquanto outros utilizadores decidiram começar a publicar orações e mensagens de respeito e comemoração a McNutt nos comentários dos vídeos carregados.
Muitos pais relataram que as suas crianças ficaram altamente perturbadas depois de encontrar o vídeo, ficaram fisicamente doentes e precisaram dormir com as luzes ligadas. Outro mãe afirmou que tinha medo que as suas crianças, que acidentalmente descobriram o vídeo no Tiktok, poderiam ter stress pós-traumático. O Instituto de Mães circulou mais avisos para os pais sobre conteúdo de vídeos aparentemente benignos que se escondiam no vídeo McNutt, dizendo, "Alarmantemente, têm havido relatos do vídeo estar ensanduichado no meio de vídeos de gatos fofos e engraçados, que começa com cenas amigáveis antes de rapidamente mudar para o suicídio perturbador". O então Primeiro Ministro australiano Scott Morrison chamou o vídeo de algo que "nenhuma criança devia ser exposta", enquanto que a especialista em cibersegurança Susan McLean publicamente recomendou que os pais prevenissem as crianças menores de acessar a aplicação do TikTok até o vídeo estar completamente removido.

## Responsabilidade
O caso criou um debate sobre que responsabilidade legal é devido pelas plataformas da internet que falharam em remover prontamente as cenas gráficas e perturbadoras da vista do público, com a culpa geralmente a ser posta no Facebook por ter falhado a cortar a livestream durante a tentativa inicial do suicídio. Josh Steen tinha ligado várias vezes ao Facebook, e tinha ligado à polícia, nenhum dos quais parou a livestream antes de McNutt já ter cometido suicídio. Steen declarou, "se alguma mulher publicasse uma foto topless, o seu software detetava isso, removeria-o, e baniria a sua conta. Isso é aparentemente mais ofensivo do que o meu amigo se matar". Foi discutido pelas duas plataformas que a "dark web" era responsável pela circulação contínua do vídeo.
O Tiktok lançou uma declaração pública dizendo, "Os nossos sistemas têm automaticamente detetado e sinalizando estes clips pois viola as nossos políticas contra o conteúdo que mostra, elogia, glorifica, ou promove suicídio. Nós agradecemos aos nossos membros da comunidade que reportaram conteúdo e avisaram outros a não assistir, interagir ou partilhar tais vídeos em qualquer plataforma, por respeito à pessoa e à sua família". O Facebook, também, publicamente declarou, "Nós removemos o vídeo original do Facebook no último mês, no dia em que foi filmado, e usado a nossa tecnologia automática para remover cópias e carregamentos desde essa altura. Os nossos pensamentos continuam com a família e amigos do Ronnie durante esta altura difícil."